# Bumble Bee Slim
Bumble Bee Slim, de son vrai nom Amos Easton, était un chanteur et un guitariste de blues américain, qui est né le 7 mai 1905 à Brunswick (Géorgie), mort le 8 juin 1968 à Los Angeles.
C'est un bon représentant du blues urbain. Il est très populaire dans les années 1930.
Né dans une famille de six enfants, il a quatre ans lorsque son père décède.
En 1928, il part pour Indianapolis, où il rencontre le bluesman Leroy Carr.
Après s'être rendu à Chicago, il enregistre son premier disque en 1931 pour Paramount Records,, puis, l'année suivante, pour Vocalion Records.
De nombreux enregistrements suivent, jusqu'en 1937, qui le rendent populaire auprès du public noir.
Il enregistre encore plusieurs disques dans les années 1950, sans retrouver le succès. Il continue cependant à se produire dans des clubs, notamment à Los Angeles.
Il meurt en 1968, à 63 ans.

## Discographie
- The Blues - From Georgia to Chicago - 1931-1937, Frémeaux & Associés, (double CD)
- Complete Records Works in Chronological Order, vol. 1, 1931-1934, Document Records, 1994
- Complete Records Works in Chronological Order, vol. 2, 1934, Document Records, 1994
- Complete Records Works in Chronological Order, vol. 3, 1934-1935, Document Records, 1994
- Complete Records Works in Chronological Order, vol. 4, 1935, Document Records, 1994
- Complete Records Works in Chronological Order, vol. 5, 1935-1936, Document Records, 1994
- Complete Records Works in Chronological Order, vol. 6, 1936, Document Records, 1994
- Complete Records Works in Chronological Order, vol. 7, 1936-1937, Document Records, 1994
- Complete Records Works in Chronological Order, vol. 8, 1937-1951, Document Records, 1994
- Unissued & Alternates Takes, 1934-1951, Document Records, 1998
- Best of Blues (1934-1937), Wolf Records, 2000
- Baby So Long, Acrobat Records, 2008